# 境涯俳句
境涯俳句（きょうがいはいく）は、作者（俳人）の人生・境涯に根ざした俳句のこと。主として病気・逆境・貧困を詠うことが多い。境涯俳句は第二次世界大戦後、花鳥諷詠俳句に代わって、人生俳句（人間探求派）とともに俳壇の大きな潮流となった。
石田波郷は「俳句は私小説である」「俳句は境涯を詠ふものである。境涯とはなにも悲観的情緒の世界や隠遁（いんとん）の道ではない。又哀別離苦の詠嘆でもない。すでにある文学的劇的なものではなくて、日常の現実生活に徹していなくてはならない。小説戯曲、詩それら一連の文学は、創作である。（中略）生活に随ひ、自然に順じて生れるものである。作句の心は先づここになければならない。」（）が典型的な主張であろう。波郷の句集『惜命』（しゃくみょう）1950年（作品社）は、療養俳句の典型であり、また境涯俳句の金字塔と目されている。
- 霜の墓抱き起されしとき見たり
- 麻薬打てば十三夜月遁走す
- 七夕竹惜命の文字隠れなし

種田山頭火も、その日記において、「すぐれた俳句は作者の境涯ならびに作られた背景を知らないと深い理解にいたらない」と述べている。
鈴木鷹夫は、境涯とは病苦や貧しさのみをではない。だれもが避けられない、老い、死も境涯俳句の世界であるとし、能村登四郎の「甚平を着て今にして見ゆるもの」（『長嘯』）や、久保田万太郎の「湯豆腐やいのちのはてのうすあかり」（『流寓抄以後』）を挙げて老いの境涯という。また、後藤夜半の「着ぶくれしわが生涯に到り着く」（『底紅』）、中村苑子の「黄泉に来てまだ髪梳くは寂しけれ」（『水妖詞館）は死の寸前の名句とする。
秋元不死男は「俳句は境涯の詩である。一句一句の積みかさなりは、やがてそのひとが作家として如何に人生を生きたかという人間内容の提示となる」（）。
しかし、俳句は作者の境遇・境涯を知らないと解釈できないのかという考えもあり、俳句は境涯を越えて解釈すべきものであるという批判も多い。
なお、境涯俳句と人生俳句、生活俳句との区別は必ずしもはっきりしない。人生俳句には当然、境涯俳句も含まれる。また社会性俳句への発展も考えられる。

## 霜の墓論争
- 霜の墓抱き起されしとき見たり　（石田波郷『惜命』）

この句はいわゆる「霜の墓論争」を引き起こした。それは、「霜の墓」が抱き起こされたと読むのか、作者は療養中の波郷であるから当然作者が抱き起されたと読むのか、の論争であった。森澄雄は最初「霜の墓が抱き起された」（『寒雷』1948年12月号）と読み、山本健吉の「切れ」の指摘を受けて、作者の境涯を知らなくても、作者が「抱き起されたとき」と考えを改めている。この論争については、松田ひろむが「名句入門-石田波郷の場合-霜の墓と境涯俳句」で詳細に検討している。また長谷川櫂も、この句の切れについて論じている。
筑紫磐井は、この句は「霜の馬車抱起されて眺めをり」（『馬酔木』1948年4月号）の句の推敲作であって、打坐即刻の句ではないとするが、それは句形の類似からの発想で、推敲作であるという根拠は示されていない。